# 黒滝将人
黒滝 将人（くろたき まさと、1988年4月21日 - ）は、北海道留萌郡小平町出身の元プロ野球選手（投手）。右投右打。

## 経歴

### プロ入り前
小平小3年時に同小学校の野球少年団「小平ファイターズ」に所属し野球を始める。小平中学校では、エースで4番を務め、
札幌日本大学高等学校に進学。高校時代は2年秋からエースを務め、駒大苫小牧の田中将大と北照の植村祐介の3人で、北海道右腕三羽烏と呼ばれ周囲の注目を集めていた。高校野球での成績は、2006年春の北海道大会準決勝で駒大苫小牧に敗れたのが最高で、春・夏ともに甲子園への出場はかなわなかった。
2006年、千葉ロッテマリーンズに高校生ドラフト3巡目で指名を受け、入団。最速146km/hの速球が魅力。

### プロ入り後
2007年は2軍で先発ローテに入り、15試合で4勝7敗、防御率4.76と高卒1年目の選手としては好成績を残し、同期入団の大嶺祐太と共に次代のエース候補として期待された。5月31日、イースタン・リーグ7球団による混成チーム「フューチャーズ」と「茨城ゴールデンゴールズ」の交流練習試合に登板。代打で出場した片岡安祐美にレフト前ヒットを打たれ、片岡にヒットを打たれた初めてのプロ野球投手となった。 
2008年は前年のピッチングとは一転、この年は先発しては打ち込まれる日が続き、後半は敗戦処理としての登板も多かった。最終的には16試合で0勝6敗、防御率9.00と散々な成績であり、1軍でも活躍した大嶺に大きく差をつけられた形となった。
2009年は2軍で11試合に登板し0勝2敗、防御率4.82の成績だった。
2010年10月2日、来季の契約を更新しない旨とあわせて、来季からスタッフとして球団に在籍することが同時に発表された。10月8日、任意引退選手公示。

### 現役引退後
引退後は打撃投手兼スコアラーに就任。
2016年の学生野球資格回復研修を受講したうえで、翌2017年2月7日に日本学生野球協会より学生野球資格回復の適性認定を受けたことにより、学生野球選手への指導が可能となった。

## 詳細情報

### 年度別投手成績
- 一軍公式戦出場なし

### 背番号
- 36 （2007年 - 2010年）
- 105 （2011年 - 2014年）